# عيد الشجرة اليهودي
عيد الشجرة أو طو بشفاط (بالعبرية: ט״ו בשבט) هو عيد يهودي يصادف 15 من شهر شباط حسب التقويم العبري هو عيد الأشجار ويحل عادة في شهر يناير أو فبراير من التقويم الميلادي. وقد ورد ذكر هذا العيد في مصادر تفسير التوراة على أنه «رأس السنة عند الأشجار» (بالعبرية: ראש השנה לאילנות) إلا أنه غير مرتبط بأي احتفالات أو طقوس دينية. من جهة أخرى اكتسب هذا العيد مغزى خاصاً إذ يقوم فيه الكثيرون من الإسرائيليين –وخاصة تلاميذ المدارس- بغرس الأشجار، كما يقوم الصندوق القومي اليهودي والسلطات المحلية بعمليات غرس واسعة النطاق. وفي شهر فبراير يبدأ ازدهار أشجار الفاكهة وفي مقدمتها أشجار اللوز حتى لو الجو بارداً.
ولا تُغرس الأشجار في السنة السابعة ووالتي يُطلق عليها بالعبرية «شنات شميطا» أو سنة تعطيل الأرض التي يتم فيها إعطاء الراحة للأرض.